# Воловик, Григорий Ефимович
Григорий Ефимович Воловик (род. 1946) — советский, российский и финский физик-теоретик. Ведущий научный сотрудник Института теоретической физики имени Ландау, с 1993 года профессор Хельсинкского технологического университета, иностранный член Финской академии науки и литературы (2001), заместитель главного редактора журнала «Письма в Журнал экспериментальной и теоретической физики».
Изучил эффекты симметрии в сверхтекучих жидкостях и сверхпроводниках, а также применил разработанные концепции в квантовой теории поля, космологии, квантовой гравитации и физике частиц. Работы связаны с исследованием проблемы происхождения Вселенной и её современной структуры на основе инфляционной теории ранней Вселенной, исследованием природы скрытой массы и космологического члена, изучением фазовых переходов и топологических дефектов во Вселенной.
Лауреат премии Саймона 2004 года «за новаторские исследования эффектов симметрии в сверхтекучих жидкостях и сверхпроводниках и распространение полученных результатов на квантовую теорию поля, космологию, квантовую гравитацию и физику элементарных частиц». В 2014 году совместно с Владимиром Минеевым был награждён премией Онсагера Американского физического общества «за вклад во всестороннюю классификацию топологических дефектов конденсированных фаз вещества с нарушенной симметрией, что привело к предсказанию половинных квантовых вихрей в сверхтекучем He-3 и связанных с ним системах».